# Lac Nicobi
Pour les articles homonymes, voir Nicobi.
Le lac Nicobi est un plan d'eau douce de la partie Sud du territoire de Eeyou Istchee Baie-James (municipalité), dans la région administrative du Nord-du-Québec, dans la province de Québec, au Canada.
La foresterie constitue la principale activité économique du secteur. Plus au sud, grâce à la création de la réserve de biodiversité protégée du Lac Wetetnagami, les activités récréotouristiques sont mises en valeur.
Le bassin versant du lac Nicobi est accessible grâce à la route forestière R1051 qui passe à 8,0 km au Sud du lac. Sa surface est généralement gelée du début de décembre à la fin avril.

## Géographie
Ce lac comporte une longueur de 18,1 km dans le sens Nord-Est, un largeur maximale de 4,1 km et une altitude de 336 m. Il comporte plusieurs dizaines d’îles.
Le lac Nicobi s’approvisionne surtout du côté Sud par la rivière Wetetnagami.
L’embouchure de ce lac est localisé sur la rive Nord-Ouest à :
- 29,9 km à l’Est du lac Waswanipi ;
- 128,6 km au Sud-Est du centre-ville de Chibougamau ;
- 86,2 km au Nord-Est du centre du village de Lebel-sur-Quévillon ;
- 92,9 km au Nord-Ouest du réservoir Gouin[1].

Les principaux bassins versants voisins du lac Nicobi sont :
- côté Nord : rivière Nicobi, lac Lichen (rivière Opawica), lac Opawica ;
- côté Est : lac Margry, ruisseau Margry ;
- côté Sud : rivière Wetetnagami ;
- côté Ouest : lac Malouin, lac Pusticamica.

## Toponymie
L'explorateur Henry O'Sullivan, ayant parcouru ce coin de pays entre 1897 et 1899, indiquait sur sa carte de 1900 L. Nicobi pour décrire l'élargissement d'un segment de cours d'eau. À la même latitude, 125 km plus loin à l'est, on découvre le lac Nicabau situé au nord-ouest de la réserve faunique Ashuapmushuan. Dans la langue innue, Nicobi, comme Nicabau (nekupau), signifierait « lac avec pointes de terre couvertes de foin ou boisées d'aulnes ».
Le toponyme "lac Nicobi" a été officialisé le 5 décembre 1968 par la Commission de toponymie du Québec lors de sa création.